# 2017 en Irak
Cet article présente les faits marquants de l'année 2017 en Irak.

## Évènements
- 2 janvier : un triple attentat à Bagdad fait au moins 57 morts.
- 8 janvier : deux attentats à la voiture piégée à Bagdad font au moins 18 morts.
- 22 juin : à Mossoul, la grande mosquée d'Al-Nouri est détruite par l'État islamique.
- 9 juillet : le gouvernement irakien déclare avoir remporté la bataille de Mossoul.
- 20 - 31 août : bataille de Tall Afar.
- 28 août : un attentat à la voiture piégée sur un marché de Bagdad fait 11 morts[1].
- 25 septembre : référendum sur l'indépendance du Kurdistan irakien.
- 14 septembre : double attentat de Nassiriya.
- 16 septembre : offensive d'Akachat.
- 21 septembre - 11 octobre : bataille d'Hawija.
- 16 octobre : bataille de Kirkouk, la ville est reprise aux peshmergas.
- 26 octobre - 17 novembre : bataille d'al-Qaïm.
- 23 novembre : début de l'offensive d'al-Jazira.
- 9 décembre : le Premier ministre Haïder al-Abadi annonce la fin de la guerre contre l'État islamique[2].